# Evsekția
Evsekția  ( rusă: евсекция; idiș יעווסעקציע) a fost o secție evreiască a Partidului Comunist Sovietic. Aceste secții au fost înființate în toamna anului 1918, cu consimțământul lui Vladimir Lenin, pentru a continua revoluția comunistă și în masele evreiești. Evsekția a publicat un periodic idiș, Emes. 

## Misiune
Misiunea declarată a acestor secții a fost "distrugerea vieții evreiești tradiționale, a mișcării sioniste și a culturii evreiești ". Evsekția a căutat să atragă muncitorii evrei în organizațiile revoluționare; președintele Semyon Dimanstein, la prima conferință din octombrie 1918, a subliniat că "atunci când a izbucnit revoluția din octombrie, muncitorii evrei au rămas total pasivi ... și o mare parte dintre ei erau chiar împotriva revoluției. Revoluția nu a cuprins și strada evreiască, totul a rămas ca înainte ".

## Istorie
Evsekția a rămas destul de izolată atât de intelectualitatea evreiască, cât și de clasa muncitoare. Secțiile au fost conduse, în cea mai mare parte, de ex-membri evrei din Bund (Uniunea Generală a Muncitorilor Evrei din Lituania, Polonia și Rusia), care în cele din urmă au aderat la Partidul Comunist Sovietic ca secția Kombund în 1921 , și la Partidul Muncitoresc Socialist Evreiesc.
Evsekția a considerat organizațiile sioniste ruse ca fiind contrarevoluționare și a acționat pentru ca acestea să fie închise. Delegații la un congres sionist în martie 1919 s-au plâns de hărțuirea administrativă a activității lor - nu de la agențiile guvernamentale, ci din partea comuniștilor evrei.  La a doua conferință a Evsekției din iulie 1919, s-a cerut ca organizațiile sioniste să fie dizolvate.  
După un apel din partea sioniștilor, Comitetul Executiv Central al Tuturor Rușilor a emis un decret prin care organizația sionistă nu era declarată contrarevoluționară, iar activitățile sale nu trebuiau să fie perturbate. Cu toate acestea, campania a continuat. În 1920, primul Congres al Tuturor Rușilor Sioniști a fost întrerupt de membrii Cheka și de o femeie reprezentantă a Evsekției La a treia conferință, din iulie 1921, Evsekția a cerut „lichidarea totală“ a sionismului.. 
Potrivit lui Richard Pipes, "în timp, fiecare organizație culturală și socială evreiască a fost atacată". Acționând împreună cu autoritățile sovietice locale, Evsekțiile au organizat confiscări de sinagogi în Gomel, Minsk și Harkov, care au fost transformate ulterior în cluburi sau centre comuniste.  Ei au luptat în mod deosebit împotriva eforturilor șefului rabinului Chabad Rabbi R' Yosef Yitchak Schnersohn, care i-a îndemnat pe evreii de rit hassidim să se opună până la ultima lor picătură de sânge desființării religiei, care se opunea ideologiei comuniste, făcând astfel ca mulți dintre ei să fie arestați și chiar uciși și, în cele din urmă, să fie arestat el însuși în 1927. 
Evsekția a încercat să-și folosească influența pentru a reduce fondurile de stat către Teatrul Habima, declarându-l contrarevoluționar.  Teatrul a părăsit Rusia în 1926, și s-a stabilit în Palestina sub mandat britanic în 1928, pentru a deveni teatrul național al Israelului. 
Evsekțiile au fost desființate deoarece nu mai erau necesare în 1929. Mulți membri ai conducerii au pierit în Marea Epurare. Președintele Dimanstein a fost arestat în 1938 și executat.  El a fost reabilitat postum în 1955, la doi ani după moartea lui Iosif Stalin.